# Justin Schultz
Justin Schultz, född 6 juli 1990, är en kanadensisk professionell ishockeyspelare som spelar för Seattle Kraken i NHL. 
Han har tidigare spelat på NHL-nivå för Washington Capitals, Pittsburgh Penguins och Edmonton Oilers.
Schultz draftades i andra rundan i 2008 års draft av Anaheim Ducks som 43:e spelare totalt.
Han vann Stanley Cup med Penguins 2016 och 2017.